# Estomatitis
L'estomatitis és una inflamació de la boca i dels llavis. Es refereix a qualsevol procés inflamatori que afecti les membranes mucoses de la boca i els llavis, amb o sense ulceració oral.
En el seu significat més ampli, l'estomatitis pot tenir una multitud de causes i aparences diferents. Les causes més freqüents inclouen infeccions, deficiències nutricionals, reaccions al·lèrgiques, radioteràpia i moltes altres.
Quan generalment es presenta inflamació de les genives i de la boca, de vegades s'utilitza el terme gingivoestomatitis, tot i que també s'utilitza de vegades com a sinònim de gingivoestomatitis herpètica.
El terme deriva del grec estoma (στόμα), que significa "boca", i el sufix -itis (-ῖτις), que significa "inflamació".